# Клетки зародышевой линии

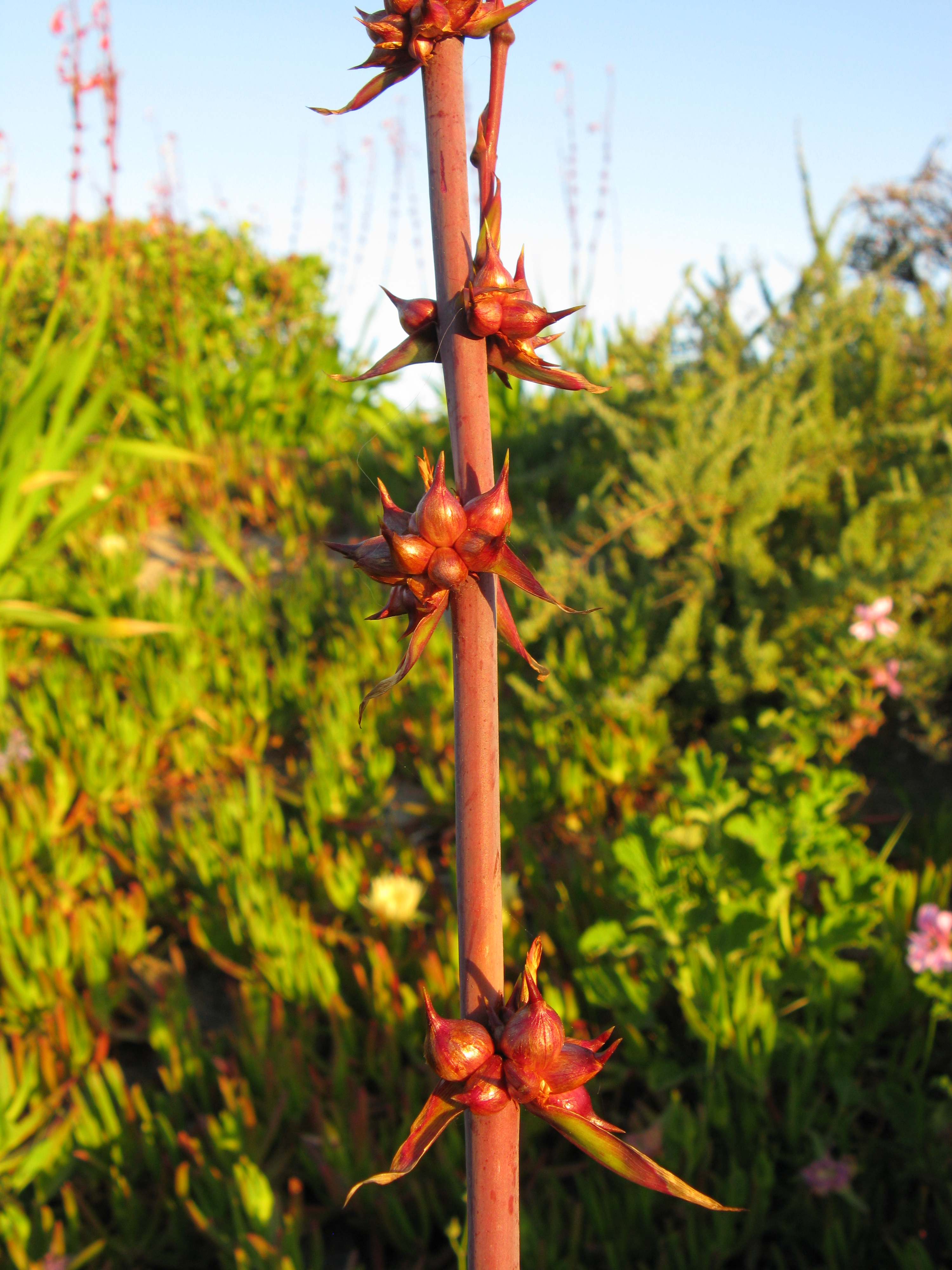
Воздушная клубнелуковица Watsonia meriana — пример апомиксиса

Клетки зародышевой линии — клетки многоклеточного организма, дифференцированные или обособленные таким образом, что в ходе нормального воспроизведения они дают начало потомству.
Как правило, такая передача осуществляется в процессе полового размножения; обычно это процесс, включающий систематические изменения генетического материала, изменения, которые возникают во время рекомбинации, мейоза и оплодотворения или сингамии, например. Однако существует много исключений, включая процессы, такие как различные формы апомиксиса, автогамии, автомиксиса, клонирования, или партеногенеза.
Клетки зародышевой линии обычно называются гаметами или половыми клетками.
К клеткам зародышевой линии принадлежат, например, гаметы (сперматозоиды, яйцеклетки и пр.), клетки, которые производят их при делении (гоноциты или гаметоциты), и их клетки-предшественники (гаметогонии), а также все их предковые клетки вплоть до зиготы — клетки, из которой развивается весь организм.
В организмах, размножающихся половым путем, клетки, не входящие в зародышевую линию, называются соматическими клетками. Этот термин относится ко всем клеткам тела, кроме гамет. Мутации, рекомбинации и другие генетические изменения в зародышевой линии могут передаваться потомству, в отличие от изменений в соматических клетках. Это не применимо к вегетативно размножающимся организмам, таким как некоторые губки и многим растениям. Например, многие разновидности цитрусовых, растения семейства розовых и некоторые астровые, такие как одуванчик, производят семена апомиктически, когда соматические диплоидные клетки замещают яйцеклетку или ранний зародыш.
Как предлагал и указывал Август Вейсман, клетки зародышевой линии бессмертны в том смысле, что они являются частью клеток, которые воспроизводились бесконечно с самого начала жизни и, если не допускать случайностей, могли продолжать делать это бесконечно. Однако соматические клетки большинства организмов могут приближаться к такой возможности только в ограниченной степени и в особых условиях. В настоящее время известно, что это различие между соматическими и зародышевыми клетками является частично искусственым и зависит от конкретных обстоятельств и внутренних клеточных механизмов, таких как длина теломер и средств её контроля, таких как селективная активность теломеразы в зародышевых клетках, стволовых клетках и т. п. Вейсман, однако, работал задолго до того, как были известны такие механизмы, не говоря уже о эпигенетических механизмах или даже о генетической роли хромосом, и он считал, что существует явное качественное различие между зародышевыми клетками и соматическими клетками, хотя он и осознавал, что соматические клетки дифференцируются из клеток зародышевой линии. Многие его взгляды неизбежно менялись в течение его жизни, и некоторые из возникающих несоответствий подробно обсуждались Джорджем Роменсом. Однако Вейсман не испытывал иллюзий относительно ограничений своих идей в отсутствие твёрдых данных о природе систем, о которых он размышлял или изучал, и он обсуждал эти ограничения откровенно и аналитически.
Не во всех многоклеточных организмах клетки дифференцируются на соматические и зародышевые линии, но в отсутствие специализированного технического вмешательства человека практически все, кроме простейших многоклеточных структур, делают это. В таких организмах соматические клетки имеют тенденцию быть практически тотипотентными, и уже более века известно, что клетки губок собираются в новые губки после того, как они были разделены путем просеивания их через сито.
Клетками зародышевой линии могут называть линию клеток, охватывающую многие поколения особей — например, линию, которая связывает любой живой организм с последним универсальным общим предком, от которого произошли все живые организмы.

## Эволюция
Растения и простейшие многоклеточные, такие как губки (Porifera) и кораллы (Anthozoa) не образуют отдельную зародышевую линию, генерируя гаметы из мультипотентных линий стволовых клеток, которых также образуют обычные соматические ткани. Поэтому, скорее всего, обособление зародышевой линии клеток сначала развилось у животных со сложным планом строения тела, то есть двустороннесимметричных животных. Существует несколько теорий о происхождении строгого обособления клеток зародышевой линии от клеток тела. Изоляция популяции зародышевых клеток в начале эмбриогенеза может способствовать сотрудничеству между соматическими клетками сложного многоклеточного организма. Другая недавняя гипотеза предполагает, что раннее обособление зародышевой линии развилось, чтобы ограничить накопление вредных мутаций в митохондриальных генах у сложных организмов с высокими потребностями в энергии и быстрыми скоростями накопления мутаций в ДНК митохондрий.

## Повреждения ДНК, мутации и репарация
Активные формы кислорода (АФК) образуются как побочные продукты обмена веществ. В клетках зародышевой линии АФК, вероятно, являются основной причиной повреждений ДНК, которые при репликации ДНК приводят к мутациям. 8-гидроксигуанин, окисленное производное гуанина, продуцируется спонтанным окислением в клетках зародышевой линии мышей, а во время репликации клеточной ДНК вызывает мутацию трансверсии GC в TA. Такие мутации происходят на всех хромосомах мыши, а также на разных стадиях гаметогенеза.
Частота мутаций для клеток на разных стадиях гаметогенеза примерно в 5-10 раз ниже, чем в соматических клетках как при сперматогенезе так и при оогенезе. Более низкие частоты мутаций в клетках зародышевой линии по сравнению с соматическими клетками, по-видимому, обусловлены более эффективной репарацией повреждений ДНК, особенно репарацией при гомологичной рекомбинации, в течение мейоза зародышевых клеток.
У людей около 5% живорождённых имеют генетические нарушения. Из них около 20 % обусловлены возникшими de novo мутациями в клетках зародышевой линии.